# ノックスクリントン
ノックス クリントン（KNOX Clinton、1992年12月27日 - ）は、ジャパンラグビーリーグワンのマツダスカイアクティブズ広島に所属するオーストラリア出身のラグビーユニオン選手。ポジションはセンター(CTB)。旧表記「クリントン・ノックス」。

## 略歴
10歳からラグビーを始めた。
コーパスクリスティ高校を経て、2015年、秋田ノーザンブレッツラグビーフットボールクラブに加入。同年9月13日にトップイーストリーグDiv.1第1節日野自動車レッドドルフィンズ戦に先発出場で日本での公式戦初出場を果たす。
2019年、Honda Heat(現・三重ホンダヒート)に加入。
2024年9月、マツダスカイアクティブズ広島に入団した。